# دیلک سربست
دیلک سربست (انگلیسی: Dilek Serbest؛ زادهٔ ۱۷ مارس ۱۹۸۱) بازیگر و مدل اهل ترکیه است.
از فیلم‌ها یا برنامه‌های تلویزیونی که وی در آن نقش داشته‌است می‌توان به فتح ۱۴۵۳، قیام ارطغرل اشاره کرد.